# КК Краснаја крила
КК Краснаја крила (рус. Красные Крылья) je бивши руски кошаркашки клуб из Самаре.

## Историја
КК Краснаја крила основан је 2009. као наследник клуба ЦСК ВВС Самара који је банкротирао. Самим тим одмах је заиграо у првенству Русије, али значајнији успеси су за сада изостали. Двоструки је освајач Купа Русије (2012. и 2013. године).
Већ у сезони 2009/10. клуб је изашао и на европску сцену. Тада је наступао у Еврочеленџу и забележио велики успех пласманом у финале у ком је поражен од немачког Гетингена. Три године касније (сез. 2012/13.) вратио се у исто такмичење, а том приликом успео је и да га освоји победивши у финалу турски клуб Пинар Каршијака. Једну сезону играо је и у Еврокупу, али је испао већ у првој групној фази. У ВТБ лиги такмичио се од 2012. године, а највиши домет било је четвртфинале.
По завршетку сезоне 2014/15. клуб је угашен.

## Успеси

### Национални
- Куп Русије:
  - Победник (2): 2012, 2013.

### Међународни
- Еврочеленџ:
  - Победник (1): 2013.
  - Финалиста (1): 2010.

## Познатији играчи
- Примож Брезец
- Филип Виденов
- Јевгениј Воронов
- Давид Јелинек
- Јевгениј Колесников
- Драган Лабовић
- Марко Мариновић
- Деметрис Николс
- Лари О'Банон
- Антон Понкрашов
- Омар Томас